# بنجامين ألين (لاعب كرة قاعدة)
بنجامين ألين (بالإنجليزية: Benjamin Allen)‏ هو لاعب كرة قاعدة ورسام كارتون أمريكي، ولد في 30 يناير 1903 في تكساس في الولايات المتحدة، وتوفي في 6 يناير 1971 في فورت وورث في الولايات المتحدة.